# Шулерство

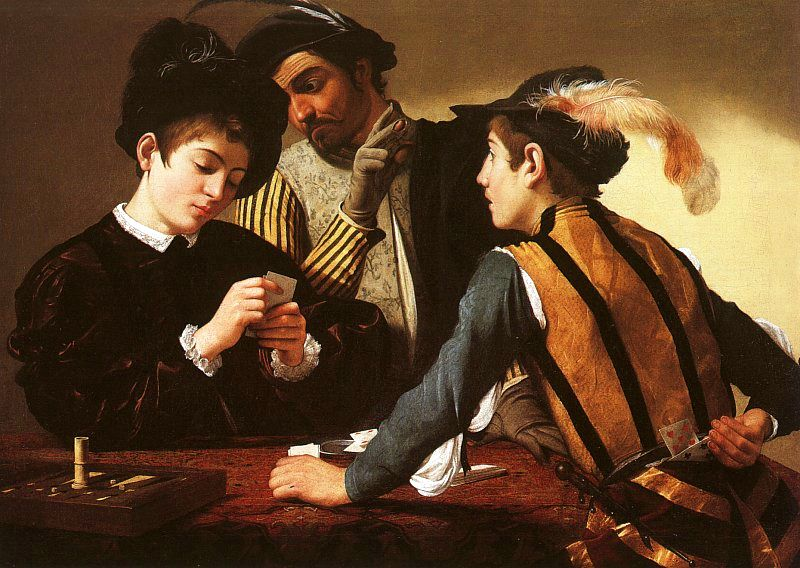
«Шулера», ранняя картина Караваджо

Шу́лерство — использование нечестных, мошеннических приёмов в азартных, чаще всего в карточных играх.

## Этимология
Слово «шу́лер» является заимствованием через пол. szuler, чеш. šuleř — обманщик от ср.-в.-н. scholderer, schollerer — «устроитель азартных игр»; scholder, scholler — «название азартной игры».

## Шулерство в карточных играх
В карточных играх применяются краплёные карты, постриженные колоды, устройства подачи и удержания карт. При игре обычными картами шулера используют ложную тасовку, фальш-подрезки, ложное подснятие, ложную сдачу, обмен карт, пальмирование (сокрытие карт или карты определённым образом), подсчёт.
Существует несколько способов тасовки карт, самые популярные: тасовка из руки в руку (распространён в Европе) и рифлёная тасовка (распространён в Америке, Канаде и Австралии). Мексиканская спиральная тасовка была очень популярна в Мексике. У каждого способа есть фальш-вариация, не меняющая порядок карты, группы карт или всей колоды.
Тасовка из руки в руку делится на 2 вида: тасовка вверх-вниз, при которой группа карт натасовывается по обе стороны подрезанной пачки; тасовка карт только поверх пачки (манер пробежки). В первом случае нижняя группа карт всегда будет находиться снизу. Во втором — используют ин-джоги и аут-джоги (слегка выдвинутая карта или группа карт для сохранения сборки колоды). Также используется подбор при тасовке.
При рифлёной тасовке используется врезка с пропихиванием (контроль всей колоды), контроль верхней карты или группы карт, контроль нижней карты или группы карт, тасовка по выступам, перемещение сборки, рифлёный подбор, тасовка Зэрроу.
Фальш-подрезки: подрезка «лестница» — при которой «дно возвращается на дно»; фальшивая «разборка» — подтасовка резки, когда колода берётся в руку и другой рукой снимается верхняя группа карт, а затем ставится на стол и так далее. Помимо этих двух, существует огромное множество других фальш-подрезок, использующих похожие или полностью отличные принципы. Фальш-подрезки чаще всего исполняются в связке с фальш-тасовками.
Основные виды ложных сдач: сдача вторых (сдача второй карты вместо верхней), сдача нижних (сдача нижней карты колоды вместо верхней), сдача центральных (сдача карт из центра колоды). Так же существуют несколько других видов, но они используются заметно реже: греческая сдача (сдача второй с низа колоды карты, не трогая нижнюю), сдача третьих (сдача третьей карты вместо первой или второй) и ещё одна, использующаяся крайне редко, — двойная сдача (сдача двух карт вместо одной). Все эти сдачи, если они отточены, должны выглядеть, будто карты сдаются с верха колоды.

## Шулерство в играх с игральными костями
В азартных играх, главным атрибутом которых являются игральные кости (или, как их часто называют, зары), шулером используется два основных приёма.
Первый — контролируемый бросок. Контролируемый бросок — техника, позволяющая бросить одну или две (редко, но используется три и больше) зар так, что вероятность выброса какой-либо определённой комбинации увеличивается. Достигается это с помощью знания законов физики, то есть правильного расположения тела по отношению к столу, зар в ладони, силы броска, его направления, угла наклона костей по отношению к столу.
Второй приём — подмена игральных костей. Перед тем, как шулер бросает кости, у него в ладони спрятаны заранее подготовленные зары. Рукой со спрятанными костями он берёт кости со стола и во время броска удерживает взятые со стола обычные кости и бросает заранее подготовленные. У данной подмены есть десятки вариаций (с купюрами в руке, скидыванием обычных костей себе на колени). Подготовленные зары бывают нескольких видов: с изменённым количеством точек (что увеличивает вероятность выбрасывания какого-либо определённого числа), с изменённой формой (выгнутые, вогнутые с какой-либо грани) или особый вид, который распознать визуально сложнее всего — печёные зары. Печёные зары — игральные кости, у которых центр тяжести смещён в сторону одной из граней, резко увеличивая вероятность выпадения противоположной грани (до 95 %). «Печёными» игральные кости называются потому, что чаще всего центр тяжести меняется посредством нагревания зары в печи. Игральная кость кладётся на противень. После того, как он нагрелся, пластмасса внутри игральной кости под действием силы тяжести становится более плотной снизу, изменяя центр тяжести. Конечно же, количество подмен игральных костей в игре должно быть чётным, чтобы, в конце концов, на столе остались обычные кости.

## В произведениях искусства
- «Шулера» — кинодрама (США, 1998)
- «Шулер» — телесериал (Россия-Украина, 2013)